# Acer nuttallii
Acer nuttallii é uma espécie de árvore do gênero Acer, pertencente à família Aceraceae.